# アグハージ・ジュラ
アグハージ・ジュラ（Aggházy Gyula、1850年3月20日 - 1919年5月23日）はハンガリーの画家である。風俗画や風景画を描いた。ブダペストの美術学校（Magyar Királyi Mintarajztanoda és Rajztanárképezde、後のハンガリー芸術大学）の教授を務めた。

## 略歴
ハンガリー、トルナ県のドンボーヴァール(Dombóvár)で生まれた。音楽愛好家の家で、弟に有名なピアニスト、作曲家になったアグハージ・カーロイ(Aggházy Károly: 1855-1918)がいた。 アグハージ・ジュラも音楽を学び、ブダペストの国立劇場のオーケストラでヴァイオリンを演奏した
。音楽家をしながら絵の修行も続け、ブダペストの画家、ウーイハージ・フェレンツ(Újházy Ferenc: 1827-1921)に学んだ
。本格的に絵を学ぶことにして、ウィーンに移り、夜はバイオリニストの仕事をしながらウィーン美術アカデミーで学んだ。1872年に奨学金を得てミュンヘン美術院に移り、アレクサンダー・フォン・ヴァーグナーに学んだ。1874年からパリで活動していたハンガリー人画家、ムンカーチ・ミハーイ(1844-1900)のもとで修行した。
1876年にハンガリーに帰国し、多くのハンガリーの芸術家が集まっていたソルノクの芸術家村でも活動し、1884年にはブダペスト近郊の芸術家村(Epreskert Art Colony)で活動した。1887年から工芸学校 (Iparművészeti Főiskola)で教え始め、1897年から後にハンガリー芸術大学になる美術学校で教えた。
ハンガリーの人々の日常を描いた作品で人気があり、ソルノクやバラトン湖などの風景も描いた

## 作品

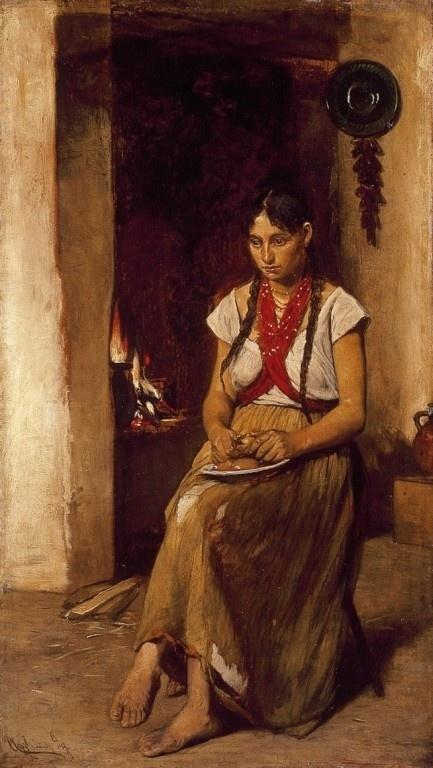
ストーブの前の少女、（個人蔵）
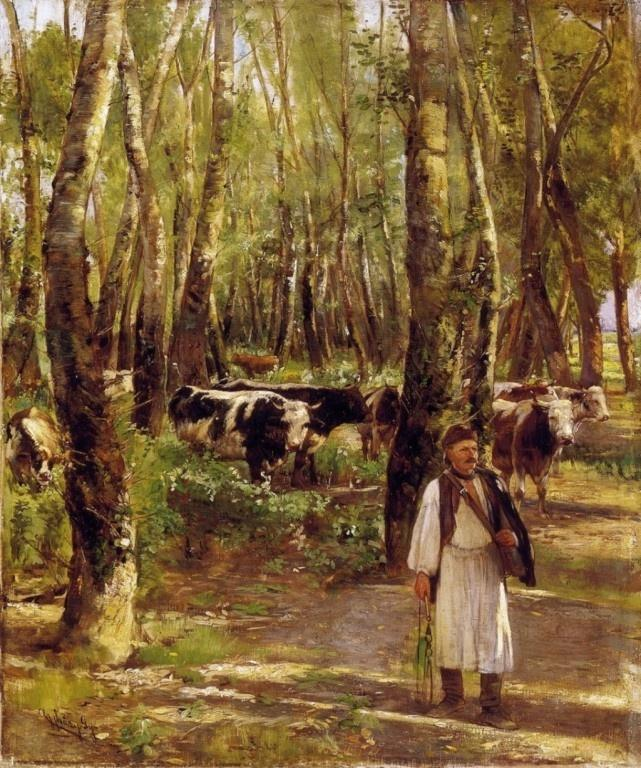
"Lights in the Grove"
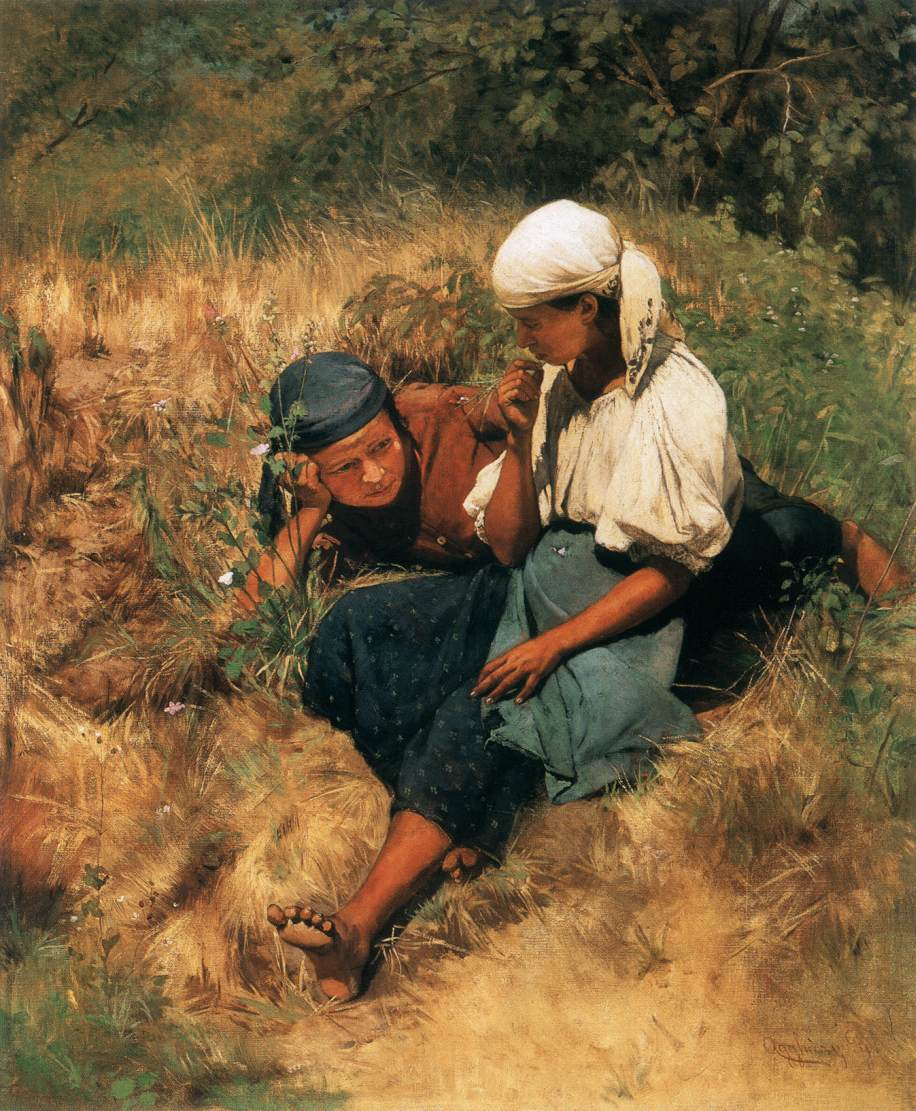
"On the Sun-lit Field"、（個人蔵）
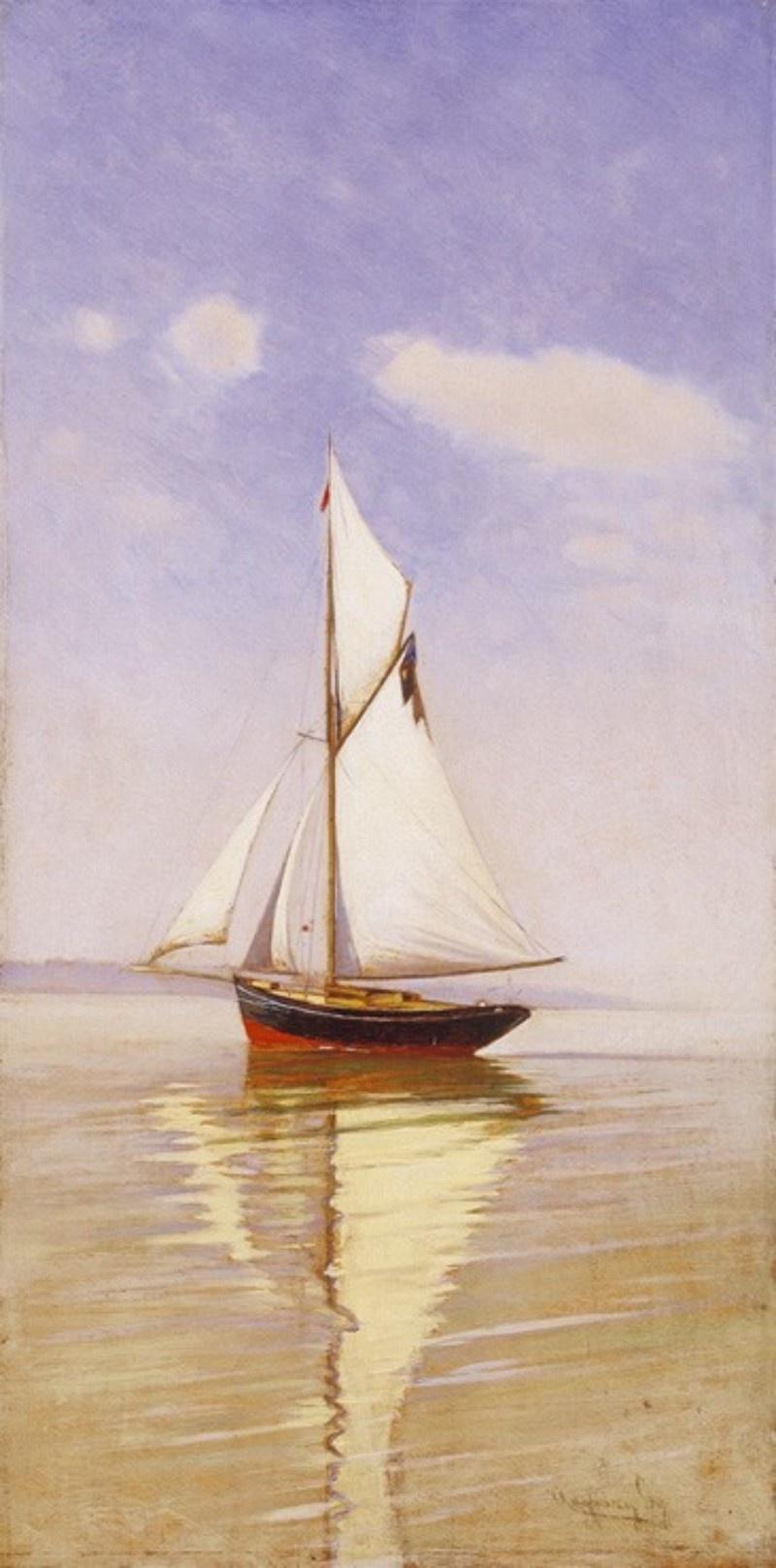
"The Yacht of the Former Bishop Rev. Ágoston Jánosi"

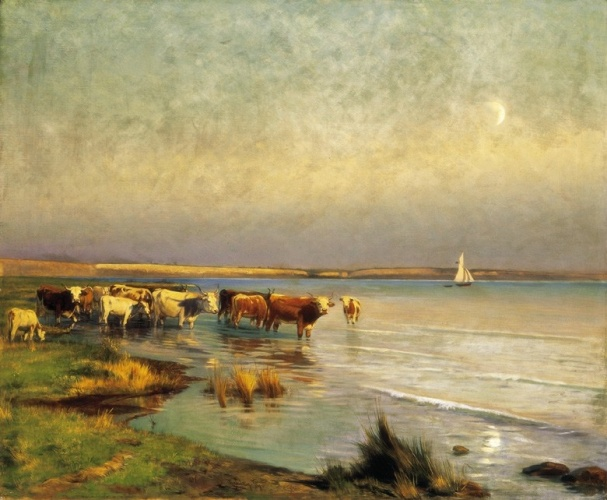
バラトン湖畔の牛
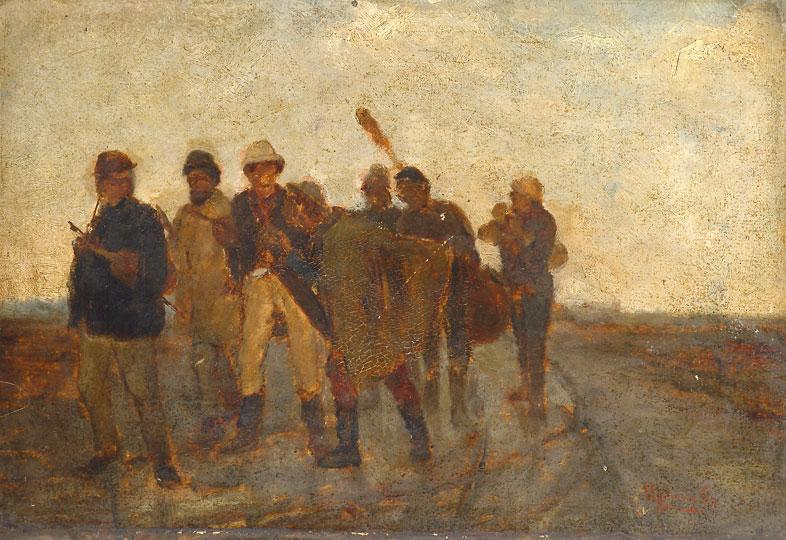
結婚式の楽隊
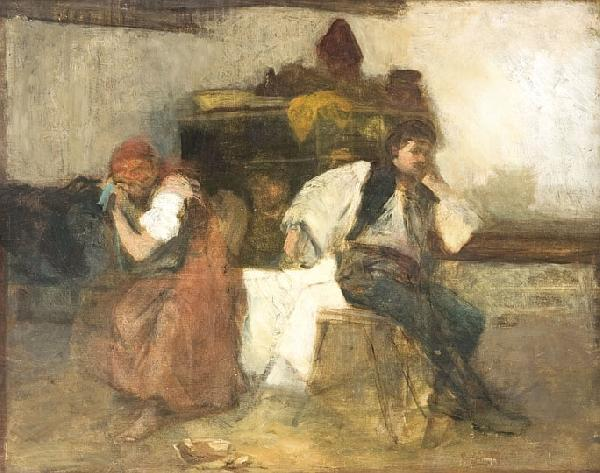
"To be Angry with You"